# Urania Genève
Urania Genève war in den 1930er bis 50er Jahren einer der erfolgreichsten Schweizer Basketballvereine aus Genf in der Schweiz.

## Geschichte
Der Basketballclub wurde im Jahre 1930 als Abteilung des 1896 gegründeten Fussballclubs Urania Genève Sport (UGS) gegründet. In den 1930er bis 1950er Jahren hat er abwechselnd mit dem Lokalrivalen BC Servette Genève um die Schweizer Meisterschaft und den Pokalsieg gerungen.

## Erfolge
- Schweizer Meisterschaft: 13-mal 
  - 1939, 1942, 1943, 1944, 1945, 1947, 1948, 1949, 1950, 1959, 1960, 1965, 1966
- Schweizer Pokalsieger: 8-mal
  - 1934, 1940, 1942, 1947, 1953, 1954, 1960, 1961